# Новиков Михайло Миколайович (кінорежисер)
Новиков Михайло Миколайович (1904—1975) — радянський український театральний актор і кінорежисер. Нагороджений Орденом Червоної Зірки, медалями, значком «Отличник кинематографии СССР».

## Життєпис
Народ. 21 листопада 1904 р. в м. Козятині Вінницької обл. в родині залізничного слюсаря. Закінчив кінофакультет Київського театрального інституту (1928).
З 1929 р. працював асистентом режисера на Київській кіностудії, в 1933—1935 рр. — актором у Дніпропетровському драматичному театрі ім. Т. Г. Шевченка, а у 1936—1941 рр. — в літературно-драматичному відділі Українського Радіокомітету Ради Міністрів України.
Учасник Великої Вітчизняної війни.
З 1952 р. — 2-й режисер і режисер Київської студії художніх фільмів.
Був членом Спілки кінематографістів УРСР.
Помер 20 липня 1975 р. в Києві.

## Фільмографія
Брав участь у створенні близько 24 стрічок:
- «Ми, двоє чоловіків» (1962, асистент режисера у співавт.)
- «Гадюка» (1965, асистент режисера у співавт.)
- «Всюди є небо» (1966, асистент режисера у співавт.)
- та ін.

Автор сценаріїв і 2-й режисер кінокартин: 
- «Суєта» (1956, фільм-спектакль)
- «Під Золотим Орлом» (1957)